# Mesochorus elionae
Mesochorus elionae is een vliesvleugelig insect (orde Hymenoptera) uit de familie van de gewone sluipwespen (Ichneumonidae). De wetenschappelijke naam van de soort werd in 2016 door Rebecca Kittel gepubliceerd als nomen novum voor Mesochorus niger (Dasch, 1974), originele combinatie Piestetron nigrum. Die naam was als Mesochorus niger (Kusigemati, 1967) al in gebruik voor een andere sluipwesp. De naam gedenkt Gertrude Belle Elion (1918–1999), een Amerikaans biochemica.
In 2018 publiceerden Rodrigo Araujo, Felipe Vivallo en Bernardo Santos, kennelijk onbekend met Kittels artikel, nogmaals een nomen novum, Mesochorus nigricans, nom. superfl.